# Desmond Dekker
Desmond Dekker (Kingston, Jamaica, 16 de juliol de 1941 – Surrey, Anglaterra, 25 de maig del 2006) va ser un cantant i compositor de música ska i reggae jamaicana.
Encara que ell va passar gran part de la seva joventut treballant com a soldador a Jamaica, Desmond Dekker, va ser conegut com el primer cantant internacional de música jamaicana, sent el pioner en exportar els ritmes caribenys fora de l'illa i consolidant-se com a figura mediàtica a Anglaterra, on és considerat com la primera llegenda del reggae.
El cantant va saltar a la fama amb la banda The Aces, formada per Wilson James i Easton Barrington Howard, amb el single "Israelites" el 1969, que posteriorment arribaria a ser número u al Regne Unit i entre les deu millors als Estats Units. Però no seria fins als anys 70 que es va establir a Londres, on va gravar "You Can Get It If You Really Want", escrita per Jimmy Cliff, un dels clàssics més extensos de la música jamaicana, el qual va arribar al número dos de les llistes britàniques. Abans de l'èxit de Bob Marley, Dekker va ser un dels músics jamaicans més reconeguts internacionalment.
Desmond Adolphus Dacres, el seu nom original, va néixer a St. Andrews, Jamaica, però va créixer a la capital jamaicana, Kingston. Allà va assistir a l'escola Alpha Boy's School, una escola que d'ençà s'ha finançat gràcies a la música jamaicana, ja que d'allà van sortir artistes tan coneguts com els Skatalites, el trombonista Rico Rodríguez o l'extravagant Yellowman.

## Biografia
Després de la mort de la seva mare, el seu pare el va enviar a St. Mary, i més tard a St. Thomas, on va treballar d'aprenent de sastre abans de tornar a Kingston i treballar com a soldador. Malgrat les obligacions laborals, Dekker passava les hores cantant, la seva autèntica vocació.
El 1961 va fer les seves primeres proves musicals, sense èxit, per Coxsone Dodd, propietari del prestigiós segell Studio One, i Duke Reid, de Treasure Isle. Així que Desmond va decidir provar sort per la companyia "Beverley Records" de Leslie Kong, el principal productor del naixent ritme conegut com a Ska. Fart del rebuig diari de Leslie Kong, Dekker va interrompre personalment a la seva oficina, i va quedar cara a cara amb ell per fer una prova, davant de la presència de les seves dues estrelles del moment, Jimmy Cliff i Derrick Morgan.

### Inicis musicals
Després d'explicar-li la seva frustració al productor, Kong li va demanar que cantés una de les seves cançons. El cantant va fer una versió del conegut tema "Honour your Father and Mother" que va impressionar tant al responsable del segell que va acceptar a gravar-li un àlbum. La sessió va tenir lloc la setmana següent, on Desmond va aconseguir, per fi, gravar el seu primer single, "Honour your Father and Mother" a la cara A i "Madgie" a la cara B. Va ser llavors quan va adoptar el seu nom artístic, canviant el seu cognom Dacres pel de Dekker.
Però no va ser fins al seu quart treball musical, el primer amb els germans Carl, Patrick, Clive i Barry Howard, els coneguts com "The Four Aces", quan Desmond va gravar el disc "King of Ska" (el rei del Ska), que el convertiria en l'estrella més gran de l'illa. Es tractava d'un tema molt animat que havia comptat amb la col·laboració dels "The Cherrypies", posteriorment coneguts com els "The Maytals". Amb els "The Four Aces" l'artista va gravar temes com "Parents", "Get Up Edina", "This Woman" o "Mount Zion".
Cap al 1966 la banda es va reduir a dos, canviant el seu nom per "Desmond Dekker and the Aces", iniciant un dels períodes més fructífers de la història de la música jamaicana. A finals d'aquell mateix any van gravar l'himne Rude-Boy per excel·lència, "007 Shanty Town", el qual va anar creixent lentament fins a arribar al lloc 14 de les llistes d'èxits britàniques. Temes com "Mother Young Gal", "Rudy Got Soul", "Rude Boy Train"o "Sabotaje" continuarien.
A finals del 1968 Desmond Dekker va crear el tema "Israelites", una cançó que descriu la dura vida d'un treballador pobre i que significaria els inicis d'un nou estil musical que desplaçaria el Rocksteady, el Reggae. L'impacte va ser molt més gran que el de "007 Shanty Town", ocupant el número 10 del top dels Estats Units, i el ú, per uns dies, a les llistes britàniques, tot competint amb els èxits dels emergents The Beatles.

### Desmond Dekker a Anglaterra
Va ser llavors quan Desmond va viatjar a Anglaterra a promoure el single, trencant les relacions amb els Aces i establint-se allà definitivament. L'agost del 1970, un tema cedit per Jimmy Cliff va portar a Dekker al número dos de les llistes d'èxits, "You Can Get If You Really Want", l'últim gran èxit de l'estrella. El 1971 el seu pare musical, Leslie Kong, va morir d'un atac al cor, fet que va afectar definitivament a Dekker com a músic.
A finals dels 70, quan Desmond havia passat al record musical, la discografia britànica responsable del ressorgiment del Ska "2 Tone", va mostrar interès per la seva música. Al cap d'un any va firmar pel segell independent "Stiff Records", que també era la discogràfica de "Madness", i va treure un disc anomenat "Black and Dekker", fent versions dels seus temes clàssics. El 1984, la cort britànica el va declarar en fallida, però el mític segell "Trojan" va llençar el disc "The Original Reggae Hitsounds of Desmond Dekker", gràcies al qual l'artista aconseguiria, una altra vegada, un gran prestigi. El seu darrer àlbum musical serà el 1993, reeditant el clàssic "King of Kings" amb els coneguts The Specials.

## Discografia

### Àlbums
- 007 Shanty Town (1967) Doctor Bird (Desmond Dekker & the Aces)
- This Is Desmond Dekkar (1969) - Trojan Records (UK #27)[2]
- Israelites (1969) Doctor Bird
- You Can Get It If You Really Want (1970) - Trojan
- Black And Dekker (1980) Stiff
- Compass Point (1981) Stiff
- King of Kings with The Specials (1993) - Trojan Records

### Recopilatoris
- Double Dekker (1973) Trojan
- Dekker's Sweet 16 Hits (1979) Trojan
- The Original Reggae Hitsound (1985) Trojan
- 20 Golden Pieces of Desmond Dekker (1987) Bulldog
- The Official Live and Rare (1987) Trojan
- Greatest Hits (1988) Streetlife
- The Best of & The Rest of (1990) Action Replay
- Music Like Dirt (1992) Trojan
- Rockin' Steady - The Best of Desmond Dekker (1992) Rhino
- Crucial Cuts (1993) Music Club
- Israelites (1994) Laserlight
- Action (1995) Lagoon
- Voice of Ska (1995) Emporio
- Moving On (1996) Trojan
- The Israelites (1996) Marble Arch
- First Time for a Long Time (1997) Trojan
- Desmond Dekker Archive (1997) Rialto
- The Writing on the Wall (1998) Trojan
- Israelites (1999) Castle Pie
- Israelites: The Best Of Desmond Dekker (1963-1971) - Trojan (1999)
- Desmond Dekker (2000) Snapper
- The Very Best Of (2000) Jet Set
- This Is Desmond Dekker (Bonus Tracks) - Trojan (2006)

### Singles

#### Els primers Singles en solitari
- "Honour Your Mother and Father" (1963) Island (as Desmond Dekker & Beverley's Allstars)
- "Parents" (1964) Island
- "King of Ska" (1964) Island (as Desmond Dekkar and his Cherry Pies)
- "Dracula" (1964) Black Swan (as Desmond Dekkar)

#### Desmond Dekker & the Four Aces
- "Generosity" (1965) Island
- "Get Up Adina" (1965) Island
- "This Woman" (1965) Island
- "Mount Zion" (1965) Island

#### Desmond Dekker & the Aces
- "007 (Shanty Town)" (1967) - Doctor Bird
- "Oh Holy Night" (1967) Doctor Bird
- "Wise Man" (1967) Pyramid
- "007 Shanty Town" (1967) Pyramid
- "It's a Shame" (1967) Pyramid
- "Rudy Got Soul" (1967) Pyramid
- "Rude Boy Train" (1967) Pyramid
- "Mother's Young Gal" (1967) Pyramid
- "Unity" (1967) Pyramid
- "Sabotage" (1967) Pyramid
- "It Pays" (1967) Pyramid
- "Beautiful and Dangerous" (1967) Pyramid
- "Bongo Gal" (1967) Pyramid
- "To Sir, With Love" (1967) Pyramid
- "Mother Pepper" (1967) Pyramid
- "Hey Grandma" (1967) Pyramid
- "Music Like Dirt (Intensified)" (1967) Pyramid
- "It Mek" (1968) Pyramid
- "Israelites" (1968) - Pyramid (UK #1, US #9)[2]
- "Christmas Day" (1968) Pyramid
- "It Mek" (1969) - Pyramid (UK #7)[2]
- "Pickney Gal" (1969) - Pyramid (UK #42)[2]

#### Els darrers Singles en solitari
- "You Can Get It If You Really Want" (1970) - Trojan
- "The Song We Used to Sing" (1970) Trojan
- "Licking Stick" (1971) Trojan
- "It Gotta Be So" (1972) Trojan
- "Beware" (1972) Rhino
- "Sing a Little Song" (1973) Rhino
- "Everybody Join Hands" (1973) Rhino
- "Busted Lad" (1974) Rhino
- "Israelites (re-recording)" (1975) - Cactus (UK #10)[2]
- "Sing A Little Song" (1975) - Cactus (UK #16)[2]
- "Roots Rock" (1977) Feelgood
- "Israelites (new mix)" (1980) Stiff
- "Please Don't Bend" (1980) Stiff
- "Many Rivers to Cross" (1980) Stiff
- "We Can and Shall" (1981) Stiff
- "Book of Rules" (1982) Stiff
- "Hot City" (1983) Stiff
- "Jamaica Ska" (1993) Trojan